# Белый свет

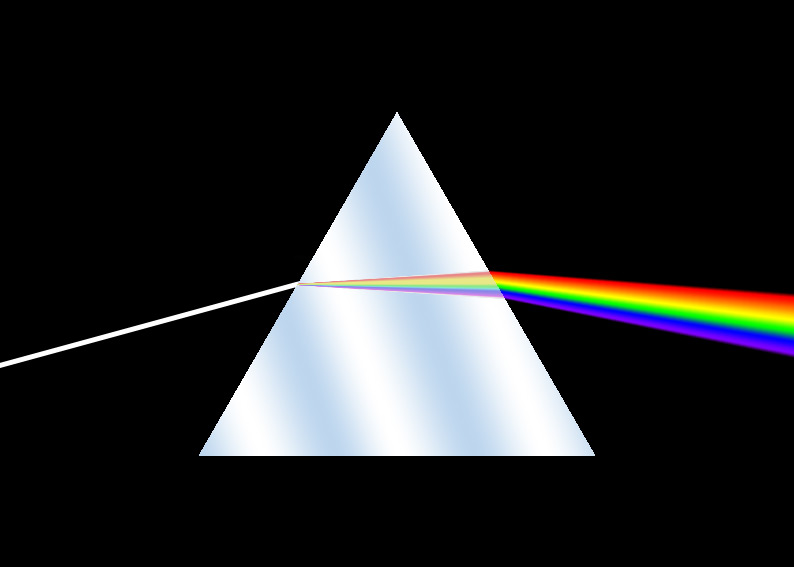
Расщепление по спектру белого света призмой.

Белый свет — электромагнитное излучение видимого диапазона, которое вызывает у наблюдателя с нормальным цветовым зрением световое ощущение, нейтральное по отношению к цвету. Спектр белого света может быть как непрерывным (например, тепловое излучение тела, нагретого до температуры, близкой к температуре фотосферы Солнца, около 6000 К), так и линейчатым; в последнем случае спектр белого света составляют как минимум три монохроматических излучения, вызывающих отклик у светочувствительных клеток человеческого глаза трёх различных типов. Белый свет может быть также получен в результате смешения двух излучений с дополнительными цветами
Осветительные приборы, кроме специальных случаев, должны создавать белый свет.